# Relations entre la Corée du Nord et le Guyana
Les relations entre la Corée du Nord et le Guyana sont des relations s'exerçant entre un pays d'Asie de l'Est, la Corée du Nord, et un pays d'Amérique du Sud, le Guyana.

## Histoire
Le premier choc pétrolier de 1973 couplé à la menace vénézuélienne voisine (pays qui revendique historiquement une large partie du territoire du Guayana) pousse le président Forbes Burnham à l'élargissement de ses relations avec les pays socialistes. Ni les Soviétiques, ni les Cubains, entretenant des relations avec son opposition communiste ne pouvaient constituer des partenaires de confiance ; la Chine réduit quant à elle son soutien au Tiers monde durant cette décennie. C'est alors que le Guyana établit des relations avec la Corée du Nord, le premier devenant ainsi un relai de la position nord-coréenne sur la réunification en plus des échanges de marchandise. Les relations s'éteignent majoritairement avec la mort de Burnham en 1985.